# Sarajevo Oriental
Sarajevo Oriental (Istočno Sarajevo en serbocroata, cirílico: Источно Сарајево; inglés: East Sarajevo) es una ciudad de la República Srpska, en Bosnia y Herzegovina que ostenta la capitalidad constitucional de la República Srpska. 
Fue constituida a partir del territorio de la Sarajevo de pre-guerra que quedó en poder serbobosnio tras la Guerra de Bosnia y por ello se encuentra adyacente a la actual Sarajevo.

## Geografía
El territorio de Sarajevo Oriental abarca, por un lado, el de algunos barrios de los distritos de Nuevo Sarajevo y Stari Grad de la ciudad de Sarajevo de antes de la guerra, los cuales quedaron asignados al territorio de la República Srpska tras los Acuerdos de Dayton (y que desgajados de los municipios originales de pre-guerra pasaron a constituir los nuevos municipios de Nuevo Sarajevo Oriental y Stari Grad Oriental), y por otro, el de 4 municipios serbobosnios del área metropolitana oriental y meridional de la capital bosnia situados en el entorno del valle del río Miljacka (Tarnovo, Sokolac, Ilidza Oriental y Pale), siendo por ello Sarajevo Oriental una de las ciudades de mayor extensión territorial de los Balcanes.

## Historia
Con el inicio de las hostilidades de la la guerra civil bosnia en 1992 la República Srpska declaró a Sarajevo como su capital esperando que finalmente la totalidad de la ciudad o al menos una parte sustancial quedara en su territorio y, de hecho, durante el conflicto bélico se hicieron gestiones para dotar de una administración conjunta a todos los sectores de la ciudad bajo control serbobosnio (que durante la guerra llegaron a alcanzar el 30% del territorio sarajevita prebélico) entre los cuales figuraban el distrito de Grbavica, parte de Stari Grad y Nuevo Sarajevo, así como casi toda el área metropolitana norte, sur y este de la capital bosnia).
Al finalizar la guerra, la rectificación de fronteras establecida por los Acuerdos de Dayton hizo que la República Srpska tuviera que ceder a la Federación de Bosnia y Herzegovina el barrio de Grabavica, parte de Nuevo Sarajevo y la totalidad de las poblaciones del área metropolitana norte y oeste de Sarajevo y parte de las del sur, de manera que sólo una pequeña parte de la ciudad de Sarajevo de pre-guerra (únicamente algunos barrios periféricos de los distritos de Stari Grad y Nuevo Sarajevo que apenas suponían un 10% del núcleo urbano de la Sarajevo de pre-guerra) quedó en territorio de la República Srpska. 
De este modo, la aspiración de que Sarajevo fuera la capital de la República Srpska resultaba inviable por lo que se decidió crear una nueva entidad con categoría administrativa de ciudad que agrupase a esos barrios de Stari Grad y Nuevo Sarajevo, pero dada su reducida extensión incluso agrupados, se decidió también anexar a la nueva entidad 4 municipios más que albergaban las localidades limítrofes serbobosnias del este y sur del área metropolitana de Sarajevo (entre ellas la ciudad de Pale, capital de la República Srpska durante el conflicto bélico). La reunión de todos esos núcleos formó Sarajevo Oriental que pasaba, por tanto, a servir como capital constitucional a la entidad serbobosnia. 
Sin embargo, la falta de infraestructuras y continuidad urbana de los núcleos de población integrados en Sarajevo Oriental, y el hecho de ser una "ciudad" creada a efectos administrativos de manera artificial han determinado una falta de decisión política a la hora de materializar y radicar la capitalidad de la República Srpska en ella; lo que ha hecho que con excepción de la Universidad de Sarajevo Oriental (una de las dos universidades públicas de la República Srpska) la gran mayoría de las principales instituciones políticas y administrativas, singularmente el gobierno y el parlamento serbobosnios, tengan su sede en la ciudad de Banja Luka, ciudad que de facto funciona desde el fin de la guerra como capital de la República Srpska.

## Nombre
En el momento de su creación administrativa Sarajevo Oriental fue designada inicialmente como Srpsko Sarajevo (Српско Сарајево, Sarajevo Serbio), pero el Tribunal Constitucional de Bosnia y Herzegovina decretó que dicha denominación era ilegal y obligó a sustituirlo por otra, para la cual fue elegida la alternativa actual de Sarajevo Oriental (Istočno Sarajevo).

## Municipios
La ciudad de Sarajevo Oriental está formada por 6 "municipios": 
- Nuevo Sarajevo Oriental (cuyo principal barrio es Lukavica)
- Stari Grad Oriental
- Ilidža Oriental (cuyo principal distrito es Kasindo)
- Pale
- Sokolac
- Tarnovo

## Deportes
El club de fútbol local, el FK Slavija Istočno Sarajevo, juega en la Premijer Liga de Bosnia-Herzegovina.